# Liste des gouverneurs de Jamaïque
Voici la liste des gouverneurs de Jamaïque, initialement détenue par l'Espagne en 1509, jusqu'à son indépendance du Royaume-Uni en 1962.

## Liste des gouverneurs espagnols

### Gouverneurs de Santiago (1510–1660)
La Jamaïque est proclamée espagnole en 1494 quand Christophe Colomb arrive sur l'île. L'Espagne commença à occuper l'île à partir de 1509, la nommant Santiago. Le deuxième gouverneur, Francisco de Garay, établit sa capitale à Villa de la Vega, aujourd'hui connue comme Spanish Town.
| Gouverneur                    | Début mandat | Fin mandat | Remarques |
| ----------------------------- | ------------ | ---------- | --------- |
| Juan de Esquivel              | 1510         | 1514       |           |
| Francisco de Garay            | 1514         | 1523       |           |
| Pedro de Mazuelo              | 1523         | 1526       |           |
| Juan de Mendegurren           | 1526         | 1527       |           |
| Santino de Raza               | 1527         | 1531       |           |
| Gonzalo de Guzman             | ?            | 1532       |           |
| Manuel de Rojas               | 1532         | ?          | 1re fois  |
| Gil González Dávila           | 1533?        | 1534?      |           |
| Manuel de Rojas               | 1536         | ?          | 2e fois   |
| Pedro Cano                    | 1539         | ?          | 1re fois  |
| Francisco de Pina             | 1544         | ?          |           |
| Juan González de Hinojosa     | 1556         | ?          |           |
| Pedro Cano                    | 1558         | ?          | 2e fois   |
| Blas de Melo                  | 1565         | ?          |           |
| Juan de Gaudiel               | 1567?        | 1572?      |           |
| Hernán Manrique de Rojas      | 1575         | ?          |           |
| Iñigo Fuentes                 | ?            | 1577       |           |
| Rodrigo Núñez de la Peña      | 1577         | 1578       |           |
| Lucas del Valle Alvarado      | 1578         | 1583?      | 1re fois  |
| Diego Fernández de Mercado    | 1586         | ?          |           |
| Lucas del Valle Alvarado      | 1591         | ?          | 2e fois   |
| García del Valle              | 1596         | ?          |           |
| Fernando Melgarejo Córdoba    | 1596         | 1606       |           |
| Alonso de Miranda             | 1607         | 1611       |           |
| Pedro Espejo Barranco         | 1611         | 1614       |           |
| Andrés González de Vera       | 1614         | ?          |           |
| Sebastián Lorenzo Romano      | 1620         | ?          |           |
| Francisco Terril              | 1625         | 1632       |           |
| Juan Martínez Arana           | 1632         | 1637       |           |
| Gabriel Peñalver Angulo       | 1637         | 1639       |           |
| Jacinto Sedeño Albornoz       | 1639         | 1640       | 1re fois  |
| Francisco Ladrón de Zegama    | 1640         | 1643       |           |
| Alcades                       | 1643         | 1645       |           |
| Sebastián Fernández de Gamboa | 1645         | 1646       |           |
| Pedro Caballero               | 1646         | 1650       |           |
| Jacinto Sedeño Albornoz       | 1650         | 1650       | 2e fois   |
| Francisco de Proenza          | 1650         | 1651       | 1re fois  |
| Juan Ramírez de Arellano      | 1651         | 1655       |           |
| Francisco de Proenza          | 1655         | 1656       | 2e fois   |
| Cristóbal Arnaldo Isasi       | 1656         | 1660       |           |

## Liste des gouverneurs britanniques

### Commandant britannique de Jamaïque (1655–61)
En 1655, une force britannique menée par l'amiral William Penn et le général Robert Venables, capture l'île et réussit à contenir les assauts de reconquête espagnole pendant les années qui suivirent.
| Gouverneur              | Début mandat | Fin mandat | Remarques |
| ----------------------- | ------------ | ---------- | --------- |
| Amiral William Penn     | 11 mai 1655  | 1655       |           |
| General Robert Venables | 1655         | 1655       |           |
| Edward D'Oyley          | 1655         | 1656       | 1re fois  |
| William Brayne          | 1656         | 1657       |           |
| Edward D'Oyley          | 1657         | 1661       | 2e fois   |

### Gouverneurs britanniques de Jamaïque (1661–62)
En 1661, l'Empire britannique commence la colonisation de l'île.
| Gouverneur             | Début mandat | Fin mandat    | Remarques |
| ---------------------- | ------------ | ------------- | --------- |
| Edward D'Oyley         | 1661         | Août 1662     |           |
| Thomas Hickman-Windsor | Août 1662    | Novembre 1662 |           |

### Vice-Gouverneurs de Jamaïque (1662–71)
| Gouverneur          | Début mandat | Fin mandat | Remarques            |
| ------------------- | ------------ | ---------- | -------------------- |
| Charles Lyttleton   | 1662         | 1663       | Intérimaire          |
| Thomas Lynch        | 1663         | 1664       | 1re fois intérimaire |
| Edward Morgan       | 1664         | 1664       |                      |
| Sir Thomas Modyford | 1664         | Août 1671  |                      |

### Lieutenants-Gouverneurs de Jamaïque (1671–90)
En 1670, le traité de Madrid légitime la présence anglaise sur l'île.
| Gouverneur        | Début mandat | Fin mandat    | Remarques            |
| ----------------- | ------------ | ------------- | -------------------- |
| Sir Thomas Lynch  | Août 1671    | Novembre 1674 | 2e fois              |
| Sir Henry Morgan  | 1674         | 1675          | Intérimaire 1re fois |
| John Vaughan      | 1675         | 1678          |                      |
| Sir Henry Morgan  | 1678         | 1678          | Intérimaire 2e fois  |
| Charles Howard    | 1678         | 1680          |                      |
| Sir Henry Morgan  | 1680         | 1682          | Intérimaire 3e fois  |
| Sir Thomas Lynch  | 1682         | 1684          | 3e fois              |
| Hender Molesworth | 1684         | Décembre 1687 | Intérimaire          |
| Christopher Monck | 1687         | 1688          |                      |
| Hender Molesworth | 1688         | 1689          | Intérimaire          |
| Francis Watson    | 1689         | 1690          | Intérimaire          |

### Gouverneurs de Jamaïque (1690–1962)
| Gouverneur                          | Début mandat      | Fin mandat        | Remarques                |
| ----------------------------------- | ----------------- | ----------------- | ------------------------ |
| William O'Brien                     | 1690              | 16 janvier 1692   |                          |
| John White                          | 1691              | 22 août 1692      | Intérimaire              |
| John Bourden                        | 1692              | 1693              | Intérimaire              |
| Sir William Beeston                 | Mars 1693         | Janvier 1702      | Intérimaire              |
| William Selwyn                      | Janvier 1702      | Avril 1702        | Meurt en poste           |
| Peter Beckford (en)                 | 1702              | 1702              | Intérimaire              |
| Thomas Handasyde                    | 1702              | 1711              | Intérimaire jusqu'à 1704 |
| Archibald Hamilton                  | 1711              | 1716              |                          |
| Peter Heywood                       | 1716              | 1718              |                          |
| Sir Nicholas Lawes                  | 1718              | 1722              |                          |
| Henry Bentinck                      | 1722              | 4 juillet 1726    |                          |
| John Ayscough                       | 1726              | 1728              | Intérimaire 1e fois      |
| Robert Hunter                       | 1728              | Mars 1734         |                          |
| John Ayscough                       | 1734              | 1735              | Intérimaire 2e fois      |
| John Gregory                        | 1735              | 1735              | Intérimaire 1e fois      |
| Henry Cunningham                    | 1735              | 1736              |                          |
| John Gregory                        | 1736              | 1738              | Intérimaire 2e fois      |
| Edward Trelawny                     | 1738              | 1752              |                          |
| Charles Knowles                     | 1752              | Janvier 1756      |                          |
| Sir Henry Moore                     | Février 1756      | Avril 1756        | Intérimaire 1e fois      |
| George Haldane                      | Avril 1756        | Novembre 1759     |                          |
| Sir Henry Moore                     | Novembre 1759     | 1762              | Intérimaire 2e fois      |
| Sir William Henry Lyttelton         | 1762              | 1766              |                          |
| Roger Hope Elletson                 | 1766              | 1767              |                          |
| Sir William Trelawny                | 1767              | Décembre 1772     |                          |
| John Dalling                        | Décembre 1772     | 1774              | Intérimaire 1e fois      |
| Sir Basil Keith                     | 1774              | 1777              |                          |
| John Dalling                        | 1777              | 1781              | Intérimaire 2e fois      |
| Archibald Campbell                  | 1781              | 1784              | Intérimaire jusqu'à 1783 |
| Alured Clarke                       | 1784              | 1790              |                          |
| Thomas Howard                       | 1790              | 19 novembre 1791  |                          |
| Sir Adam Williamson                 | 1791              | 1795              | Intérimaire              |
| Alexander Lindsay                   | 1795              | 1801              |                          |
| Sir Sir George Nugent               | 1801              | 1805              |                          |
| Sir Eyre Coote                      | 1806              | 1808              |                          |
| William Montagu                     | 1808              | 1821              |                          |
| Sir John Keane                      | 1827              | 1829              | Intérimaire              |
| Somerset Lowry-Corry                | 1829              | 1832              |                          |
| George Cuthbert                     | 1832              | 1832              | Intérimaire 1e fois      |
| Constantine Phipps                  | 1832              | 1834              |                          |
| Sir Amos Norcott                    | 1834              | 1834              | Intérimaire              |
| George Cuthbert                     | 1834              | 1834              | Intérimaire 2e fois      |
| Howe Peter Browne                   | 1834              | 1836              |                          |
| Sir Lionel Smith                    | 1836              | 1839              |                          |
| Sir Charles Theophilus Metcalfe     | 1839              | 1842              |                          |
| James Bruce                         | 1842              | 1846              |                          |
| George Henry Frederick Berkeley     | 1846              | 1847              | Intérimaire              |
| Sir Charles Edward Grey             | 1847              | 1853              |                          |
| Sir Henry Barkly                    | 1853              | 1856              |                          |
| Edward Wells Bell                   | 1856              | 1857              | Intérimaire              |
| Charles Henry Darling               | 1857              | 1862              |                          |
| Edward John Eyre                    | 1862              | 1865              | Intérimaire jusqu'à 1864 |
| Sir Henry Knight Storks             | 12 décembre 1865  | 16 juillet 1866   |                          |
| Sir John Peter Grant                | 1866              | 1874              |                          |
| W. A. G. Young                      | 1874              | 1874              | Intérimaire              |
| Sir William Grey                    | 1874              | Janvier 1877      |                          |
| Edward Everard Rushworth Mann       | Janvier 1877      | Janvier 1877      | Intérimaire              |
| Sir Anthony Musgrave                | Janvier 1877      | 1883              |                          |
| Somerset M. Wiseman Clarke          | 1883              | 1883              | Intérimaire              |
| Dominic Jacotin Gamble              | 1883              | 1883              | Intérimaire              |
| Sir Henry Wylie Norman              | 1883              | 1889              |                          |
| William Clive Justice               | 1889              | 1889              | Intérimaire              |
| Sir Henry Arthur Blake              | 1889              | 1898              |                          |
| Henry Jardine Hallowes              | 1898              | 1898              | Intérimaire              |
| Sir Augustus William Lawson Hemming | 1898              | 1904              |                          |
| Sydney Haldane Olivier              | 1904              | 1904              | Intérimaire 1e fois      |
| Hugh Clarence Bourne                | 1904              | 1904              | Intérimaire 1e fois      |
| Sir James Alexander Swettenham      | 30 septembre 1904 | 1907              |                          |
| Hugh Clarence Bourne                | 1907              | 1907              | Intérimaire 2e fois      |
| Sydney Haldane Olivier              | 16 mai 1907       | Janvier 1913      | Intérimaire              |
| Philip Clark Cork                   | Janvier 1913      | 7 mars 1913       | Intérimaire              |
| Sir William Henry Manning           | 7 mars 1913       | 11 mai 1918       |                          |
| Robert Johnstone                    | 11 mai 1918       | 11 juin 1918      | Intérimaire              |
| Sir Leslie Probyn                   | 11 juin 1918      | 1924              |                          |
| Herbert Bryan                       | 1924              | 1924              | Intérimaire 1e fois      |
| Sir Samuel Herbert Wilson           | 29 septembre 1924 | Juin 1925         |                          |
| Sir Herbert Bryan                   | 1925              | 1925              | Intérimaire 2e fois      |
| Sir Arthur S. Jelf                  | Octobre 1925      | 26 avril 1926     | Intérimaire 1e fois      |
| Sir Reginald Edward Stubbs          | 26 avril 1926     | 9 novembre 1932   |                          |
| Sir Arthur S. Jelf                  | 9 novembre 1932   | 21 novembre 1932  | Intérimaire 2e fois      |
| Sir Alexander Ransford Slater       | 21 novembre 1932  | Avril 1934        |                          |
| Sir Arthur S. Jelf                  | Avril 1934        | 24 octobre 1934   | Intérimaire 3e fois      |
| Sir Edward Brandis Denham           | 24 octobre 1934   | 2 juin 1938       |                          |
| Charles Campbell Woolley            | 2 juin 1938       | 19 août 1938      | Intérimaire              |
| Sir Arthur Frederick Richards       | 19 août 1938      | Juillet 1943      |                          |
| William Henry Flinn                 | Juillet 1943      | 29 septembre 1943 | Intérimaire              |
| Sir John Huggins                    | 29 septembre 1943 | 7 avril 1951      |                          |
| Sir Hugh Foot                       | 7 avril 1951      | 18 novembre 1957  |                          |
| Sir Kenneth Blackburne              | 18 décembre 1957  | 6 août 1962       |                          |

En 1962, la Jamaïque obtient son indépendance et le poste est remplacé par celui de Gouverneur général de la Jamaïque.